# كارل فريدريك أغارد
كارل فريدريك أغارد (بالدنماركية: C.F. Aagaard)‏ هو نقاش ‏ ورسام دنماركي، ولد في 29 يناير 1833 في أودنسه في الدنمارك، وتوفي في 2 نوفمبر 1895 في كوبنهاغن في الدنمارك.

## وصلات خارجية
- كارل فريدريك أغارد على موقع ميوزك برينز (الإنجليزية)